# Yeşilköy, Espiye
Yeşilköy là một xã thuộc huyện Espiye, tỉnh Giresun, Thổ Nhĩ Kỳ. Dân số thời điểm năm 2011 là 624 người.